# Albertshofener Flugsandgebiet
Das Albertshofener Flugsandgebiet ist eine kleinteilige naturräumliche Einheit (5. Ordnung) mit der Ordnungsnummer 137.01 in den unterfränkischen Gemeinden Albertshofen, Kitzingen, Kleinlangheim und Wiesentheid im Landkreis Kitzingen.

## Lage
Das Albertshofener Flugsandgebiet (137.01) bildet eine Untereinheit innerhalb der Haupteinheit Kitzinger Mainebene (137.0). Sie ist Teil des Steigerwaldvorlandes (137) und damit ein Naturraum in der Haupteinheitengruppe der Mainfränkischen Platten. Der Naturraum wird im Norden von der Schwarzacher Talweitung (133.06) begrenzt, die Teil des Mittleren Maintals (133) ist. Nordöstlich schließt sich das landschaftlich ganz ähnliche Dimbacher Flugsandgebiet (137.02) an. Im Osten steigt die Landschaft in Richtung des Schwanbergvorlandes (137.11) an. Der Süden wird von der Mainbernheimer Ebene (137.00) eingenommen, während im Westen im Kitzinger Maintal (133.05) der Main fließt.
Der Naturraum liegt im Nordwesten des unterfränkischen Landkreises Kitzingen. Es umfasst Gebiete in den Gemeinden Albertshofen, Kitzingen, Kleinlangheim und Wiesentheid. Der namensgebende Ort Albertshofen liegt am Rande des Naturraums, den Mittelpunkt bilden die großen Waldflächen nördlich von Kitzingen. Den nördlichen Abschluss bildet heute die Bundesautobahn 3 mit der Raststätte Haidt. Im Nordosten schließt der Sambach zwischen Atzhausen und Feuerbach das Areal ab.

## Landschaftscharakteristik
Das Albertshofener Flugsandgebiet ist eine mit Eichenmischwäldern bestandene Sandebene. Sie unterscheidet sich von der südlicheren Mainbernheimer Ebene durch die weitere Verbreitung dieser Sandebenen. Die Ebenen sind zumeist nicht hügelig und aufgrund ihrer höheren Lage oberhalb des Mains nur wenig erodiert. Zwei große Waldgebiete prägen das Areal. Der Klosterforst ist ein Staatswald, das Gültholz ein Rechtlerwald. Die landschaftliche Abgrenzung zum Schwanbergvorland ist kaum zu bemerken.
Neben den Wäldern nehmen große Gebiete mit Feldgemüsekulturen den Naturraum ein. Die potentielle natürliche Vegetation (ohne Eingriffe des Menschen) würde dort ausgedehnte Wälder mit Sternmieren, Eichen und Hainbuchen umfassen, die von Reinem Labkraut durchsetzt wären.

## Schutzgebiete
Große Teile des Naturraums enthalten Schutzgebiete beinahe jeder Schutzkategorie mit großen Waldgebieten im Mittelpunkt. Ein großes Areal nimmt das Vogelschutzgebiet Südliches Steigerwaldvorland ein, das Fauna-Flora-Habitat stellt die Flugsandflächen unter Schutz. Besonderen Schutz genießen die Naturschutzgebiete Sande am Tannenbusch bei Kleinlangheim, Belkers bei Großlangheim und Kranzer.

## Geologie und Tektonik
Den Großteil der Böden im Albertshofener Flugsandgebiet nehmen  Dünen- bzw. Flugsanden ein. Stellenweise sind die Sandauflagerungen relativ gering, sodass sich oberhalb des tonigen Lettenkeupers andere Böden bilden konnten. Insbesondere in den Wäldern entstanden Vernässungszonen und Moorböden.